# FK Lutsch Wladiwostok
Der FK Lutsch Wladiwostok (russisch Футбольный клуб Луч Владивосток, Futbolny klub „Lutsch Wladiwostok“; wiss. Transliteration Futbol'nyj klub „Luč Vladivostok“) ist ein 1952 gegründeter russischer Fußballverein aus der pazifischen Stadt Wladiwostok. Von 1993 bis 2018 trug der Verein den Namen Lutsch-Energija Wladiwostok. 1993 und 2005 bis 2008 gehörte der Club der höchsten russischen Spielklasse an und war der am weitesten im Osten angesiedelte Erstligaverein der UEFA.

## Vereinsgeschichte
Der Verein nahm ab 1958 unter dem Namen Dynamo (Динамо) am regulären Ligabetrieb teil. Nach der Reorganisation der Fußballligen der Sowjetunion im Jahr 1972 wurde der Club in die zweite sowjetische Liga, die Perwaja Liga, aufgenommen. Der Verein spielte bis zum Ende der UdSSR in den verschiedenen Staffeln für den Fernen Osten der zweiten Liga der UdSSR; das beste Ergebnis war die Vizemeisterschaft in der Saison 1984.
Als 1992 nach dem Zerfall der Sowjetunion die neue russische Liga gegründet wurde, wurde Wladiwostok in die Staffel „Ost“ der ersten Liga eingestuft, die zweithöchste Spielklasse. Zu diesem Zeitpunkt trug der Verein dem Namen Lutsch (Луч). Als Meister der Spielzeit 1992 stieg die Mannschaft in die höchste russische Liga auf. Jedoch stieg Wladiwostok als Vorletzter des Jahres 1993 sofort wieder in die Zweitklassigkeit ab. 1997 folgte ein weiterer Abstieg in die dritthöchste Ligastufe, wo das Team aus dem Fernen Osten insgesamt sechs Spielzeiten verbrachte. Erst im Jahre 2005 gelang der Mannschaft als Meister der ersten Liga der Wiederaufstieg. In der Saison 2006 erreichte der Aufsteiger einen ansehnlichen siebten Tabellenplatz. In der Spielzeit 2007 entging der Verein als Vierzehnter knapp dem Abstieg. 2008 stieg Wladiwostok allerdings als Tabellenletzter erneut ab. Nach dem erneuten Abstieg 2011/12 verbrachte Lutsch-Energija die Spielzeit 2012/13 wieder in der 2. Division und konnte als einer derer Staffelmeister den sofortigen Wiederaufstieg feiern. 2017 folgte fast der erneute Absturz in die dritte Spielklasse. Allerdings durfte der FK Lutsch-Energija als Ersatz für den FK Tschita im zweitklassigen Perwenstwo FNL verbleiben, der als Aufsteiger aus dem drittklassigen Perwenstwo PFL aufgrund fehlender Finanzmittel für den Spielbetrieb in der zweiten Liga auf den Aufstieg freiwillig verzichtet hatte. Daraufhin wurde im Juni 2017 der Litauer Valdas Ivanauskas als neuer Chef-Trainer verpflichtet. In der Saison 2017/18 wäre der Verein sportlich aus dem Perwenstwo FNL abgestiegen, jedoch profitierte Lutsch erneut vom Rückzug mehrerer Teams aus der Liga, wodurch es keine sportlichen Absteiger gab.
Viele andere russische Erstligavereine beklagten sich über die weite Anreise und die extreme Zeitverschiebung bei ihren jeweiligen Auswärtsspielen in Wladiwostok.

## Erfolge
- Meister der zweiten russischen Liga: 1992, 2005
- Meister der dritten russischen Liga: 2003, 2013

## Ehemalige Spieler
| Russland - Ruslan Adschindschal - Roman Gerus - Beslan Gublija - Alexei Iwanow - Alexei Rebko - Jewgeni Sawin - Alexander Tichonowezki | GUS und ehemalige Sowjetunion - Vladimir Voskoboinikov - Giorgi Lomaia - Mihails Ziziļevs - Roman Monarow - Wital Bulyha | Europa - Dario Damjanović - Srđan Radonjić - Marián Palát - Marek Čech | Rest der Welt - George Hummel - Nivaldo - Willer |

## Ehemalige Trainer
- Zoran Vulić (2007–2008)
- Mladen Pralija (Co-Trainer)
- Oleg Weretennikow (2015)
- Valdas Ivanauskas (2017)